# 無錫のバス
無錫のバス（むしゃくのバス）では、中華人民共和国の江蘇省無錫市におけるバスについて述べる。

## 路線バス
無錫の路線バスは2011年現在、九龍公交、錫恵公交、新区公交、馬山公交の4社が運営している。
無錫では、地下鉄が2014年に開業したが、依然これまで市民の足を担ってきた路線バスが発達している。基本的に時刻表は公表していないが、一部本数が少ない路線は公表している場合もある。但しバス会社内部では時刻表が取り決められてあるため、ある程度はバスの到着時刻を予測することは可能である。

### 九龍公交
無錫最大のバス会社である。
通常バス、夜間バス、小区バス、快速バスの4種類に分けられる。車両については冷暖房が付いている空調バスがほとんどである。郊外方面のバス(7路)や大学方面の路線(103路)は一部非冷房車もまだ存在するが、大半は新車で比較的きれいである。

#### 通常バス
通常バスのほとんどが1-299路、または専線バスである。(例外として668路がある。)
空調付き（雪マークや「Ｋ」が付いている）は全線統一で2元であり、空調なしは全線統一で1元である。夜間バスでなくても夜遅くまで運行しているバスもある。（10路、35路など）　専線バスは路線名の後ろに「専線」がつくもので、望亭専線、錫山区政府専線などがある。専線バスのほとんどが出発時刻がバス停で公表されている。

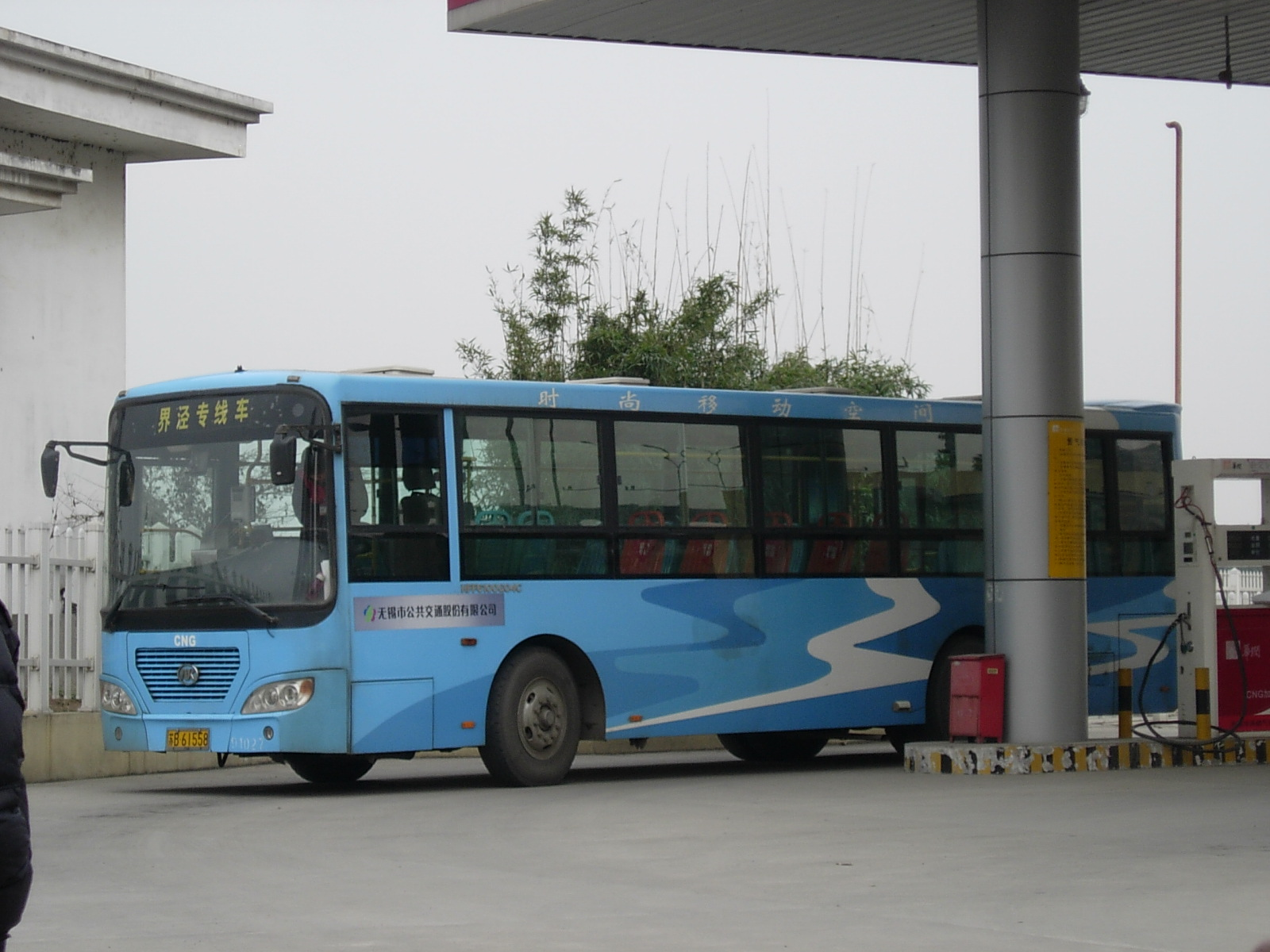
専線バス

#### 夜間バス
夜間バスは300-399路が割り当てられている。料金は通常バスと同じである。夜間と名が付いているが、無錫には2011年現在、午前1時を超えて運行しているバスはない。ほとんどが夕方のみ運行する。午後9時ごろで終電であり、上海の夜宵バスとは本質が異なる。　他の日中路線と車両が共有の路線が多い。(70路、19路などが共用している)

#### 小区バス
小区バスは500-599路が振り分けられている。すべて空調付きであるが、小区(シャオチュゥ：団地)と市区を結ぶため全線統一で1元である。車体はオレンジ色である。 他の路線の車両よりも、小柄なバスを使用している。

#### 快速バス
快速バスの路線名の頭には「快」、「Ｇ」、「机場」などが付いている。「快」のバスの大半は市民中心（新市政府）が終着点であり、主要停留所にしか停車しない。紛らわしいのは、K2路は空調が付いている2路の意味であり、快2路ではない。「K」の文字は「快」の意味ではないので注意が必要である。
「Ｇ」のバスは高架道路を走る。現在はG1のみ存在する。「机場」のバスは無錫空港に向かう空港バスである。基本的に無錫空港の飛行機の時刻に合わせて出発する。

### 錫恵公交
錫恵公交は600-749路が割り分けられている。すべて空調付きである。全線2元だが、短距離路線は1元。車体は赤色であるが、中型バスは青色。主に以前は「黒車」(非合法のタクシー)が屯していた、港下、長安、陽山など郊外行きの路線を運行している。これらの路線の開拓によって村民は「黒車」ではなく路線バスで市区に出ることができるようになった。 

### 新区公交
新区公交は750-899路が割り分けられている。すべて空調付きである。全線2元だが、短距離路線は1元。車体はうすい水色である。主に新区始発のバスを運行している。開通当初は751路や760路などの鴻山、碩放、梅村、新安などの耕農地区と市区を結ぶ「村村通」計画　。
に沿っていたが、現在はこの計画はほぼ達成されたと思われ、765路などの新区工業地区を張り巡らす通勤路線の開拓を始めた。766路は無錫屈指の黄金路線であり、開通時は新区公交の存在が再注目された。

耿湾線の時刻表

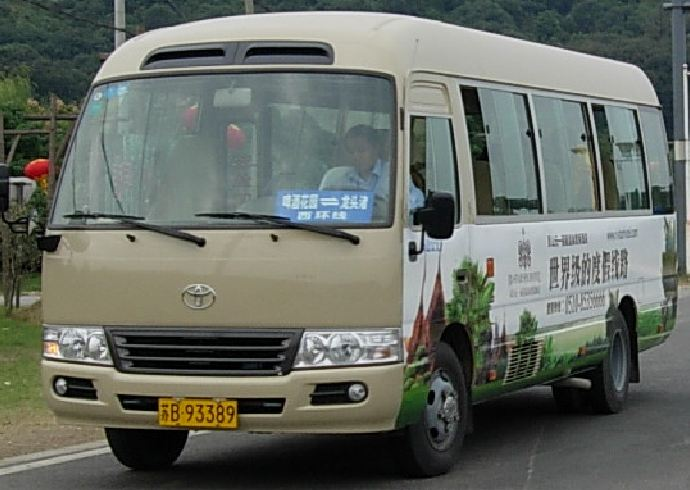
馬山公交の中型バス

### 馬山公交
馬山公交は主に馬山地区を始発とするバスを運営する。九龍公交の子会社であった「馬山分公司」が独立したもの。系統番号は振り分けられていない。馬山の道は曲がりくねりが多く、使用車両は他のバス会社と違い、トヨタ柯斯達の中型バスを使用している。　全線2元。2011年現在、馬山公交は中型バス5台で、3路線を運営しており、「東環線」、「西環線」、「耿湾線」がある。東環線と西環線は時刻表は公開されていないが、耿湾線は一日往復4本の時刻表が公開されている。三路線すべて啤酒花園が始発。
　これにより、ヒルトンホテル、龍頭渚、太湖ゴルフ場などの施設及び観光地の利便性が非常に高まった。

### 備考

#### ループ区間
無錫のバス系統のほとんどが、終点の片方にしか、車庫を持っていない。故に車庫がない方の終点はループ線が設定されることが多い。ループ区間では、終点を過ぎても運賃を再度支払わなくても乗車していることができる。(ループ区間を過ぎると、運賃を再度支払う必要がある。)なお、始末公交総站が終点の場合、この規則は該当しない。　
- ループ区間の例 (太字は終点駅)
  - 32路：二院-新生路(八佰伴)-朝陽広場 (朝陽広場にも車庫があるが、本系統は車庫が碩放にあるため。)
  - 41路：泰康新村-河埒口-西賓賓館　(河埒口にも車庫があるが、本系統は車庫が坊前にあるため。)
  - 70路：新区医院-春潮三区-新区医院
  - 72路：大渲橋-梅園公交総站-開源寺 (梅園には車庫があるが、本系統は車庫が金城橋にあるため。)
  - 206路：展示中心-無錫職教園-文良路(新藕路)
  - 726路：新区医院-春潮三区-新光路
  - 751路：国際飯店-火車站- (下り線) (以下参照。興源路沿いに停車するため、ループ区間に該当する。)
- 紛らわしい区間 (ループ区間ではない)
  - 65路：火車站-以前は興源路沿いに停車したが、東広場に変更した。火車站の西、東広場は折返し設備のある“始末公交総站”であるため、東広場に停車する本系統は該当しない。
  - 206路：公交三場-公交三場に車庫があり、入庫の事情により、上りと下りが違うため。
  - 10路、27路などの全線ループである路線は該当しない。(河埒口で入庫する。)

## 長距離バス
無錫には現在、無錫汽車站、汽車西站、高墩橋汽車站、周山浜客運中心、招商城汽車南站などの長距離バスターミナルがある。

### 無錫汽車站
無錫汽車站は無錫駅の北側にある、無錫最大の長距離バスターミナルである。以前は無錫駅の西側に在ったが、2011年6月24日付で城際鉄道駅のハブ化に合わせて移転した。

主な行き先と一日当たりの本数
- 上海火車站：11便
- 上海南：15便
- 蘇州北：28便
- 蘇州西：36便
- 蘇州南:24便
- 宜興：57便
- 江陰：80便
- 常州：40便

|
- 南京：20便
- 杭州：22便
- 北京：1便
- 天津：1便
- 広州：3便
- 重慶：2便
- 青島：1便

### 汽車西站
汽車西站は無錫大飯店の西側にある長距離バスターミナルである。旧西站とも呼ばれる。宜興方面には非常に便利。

主な行き先と一日当たりの本数
- 宜興:10便(主に夕方)
- 溧水:4便
- 合肥:3便

### 高墩橋汽車站
高墩橋汽車站は無錫駅の東側にある、中距離が中心のバスターミナルである。

主な行き先と一日当たりの本数
- 張泾:24便
- 港下:24便